# Brandenburg
|  | Per a altres significats, vegeu «Brandemburg». |

Brandenburg ([ˈbraːndənbuɐk]) (baix sòrab Bramborska, alt sòrab Braniborska, baix alemany Bramborg/Brannenborg), oficialment l'estat de Brandenburg (en alemany Land Brandenburg), és un dels 16 estats federats (Bundesland) d'Alemanya. Limitant amb Polònia, Berlin, Mecklenburg-Pomerània Occidental, Baixa Saxònia, Saxònia-Anhalt i Saxònia, compta amb una extensió de 29.654 km² i una població segons cens de 2022 de 2.534.075 habitants, sent el cinqué estat federal en dimensió i desé més populós. La capital i municipi més populós és Potsdam; altres ciutats importants són Cottbus, Brandenburg an der Havel i Frankfurt de l'Oder.
Brandenburg envolta la capital federal i estat de Berlin. Els dos estats junts formen l'àrea metropolitana de Berlín-Brandenburg, la tercera àrea metropolitana alemanya en població. Hi hagué un intent infructuós de fusió dels dos estats l'any 1996; tot i això, ambdós govern col·laboren estretament.

## Geografia

### Física
Limita al nord amb l'Estat federat de Mecklemburg-Pomerània Occidental, a l'est amb el riu Oder i amb Polònia, al sud amb l'Estat de Saxònia, a l'oest amb l'Estat de Saxònia-Anhalt. El riu Oder forma el límit oriental de l'Estat i d'Alemanya amb Polònia, i el riu Elba constitueix una part del límit occidental de Brandenburg. Els principals rius dintre del territori són el Spree i el Havel.
Al sud-est està situada la regió humida denominada Spreewald, reserva forestal per la UNESCO. És en la regió de Cottbus, en el sud-est de Brandenburg, on resideix una part dels sorbs o sòrabs, regió bilingüe, ja que hi conserven la seva pròpia llengua. Brandenburg és conegut per la seva política de protecció de la naturalesa i la seva ambiciosa política de protecció del medi ambient, iniciada en la dècada de 1990. Amb això, 15 grans àrees van ser declarades "protegides", cadascuna de les quals té un finançament estatal i guarda parcs, que guien els visitants i protegeixen el medi.
- Parc nacional
  - Parc Nacional del Baix Oder (106 km²)
- Reserves de la Biosfera
  - Spreewald (474 km²)
  - Schorfheide-Chorin (1.291 km²)
  - Elbe-Brandenburg Biosphäre (533 km²)
- Parcs Naturals
  - Parc Natural Barnim (750 km²)
  - Parc Natural Dahme-Heideseen (594 km²)
  - Parc Natural Gran Fläming (827 km²)
  - Parc Natural Märkische Schweiz (204 km²)
  - Parc Natural Niederlausitzer Heidelandschaft (490 km²)
  - Parc Natural Niederlausitzer Landrücken (580 km²)
  - Parc Natural Nuthe-Nieplitz (623 km²)
  - Parc Natural Schlaube Valley (225 km²)
  - Parc Natural Uckermark Lakes (895 km²)
  - Parc Natural Westhavelland (1.315 km²)
  - Parc Natural Stechlin-Ruppiner Land (1.080 km²)

### Política
| Brandeburg està dividit en catorze districtes | Brandeburg està dividit en catorze districtes | Districtes (landkreise) a Brandenburg |
| 1. Barnim (BAR) 2. Dahme-Spreewald (LDS) 3. Elbe-Elster (EE) 4. Havelland (HVL) 5. Märkisch-Oderland (MOL) 6. Oberhavel (OHV) 7. Oberspreewald-Lausitz (OSL)                          | 1. Oder-Spree (LOS) 2. Ostprignitz-Ruppin (OPR) 3. Potsdam-Mittelmark (PM) 4. Prignitz (PR) 5. Spree-Neiße (SPN) 6. Teltow-Fläming (TF) 7. Uckermark (UM) | Districtes (landkreise) a Brandenburg |
| També hi ha quatre ciutats independents (kreisfreie Städte), no incloses a cap Districte 1. Brandenburg an der Havel (BRB) 2. Cottbus (CB) 3. Frankfurt de l'Oder (FF) 4. Potsdam (P) | | Districtes (landkreise) a Brandenburg |

## Història

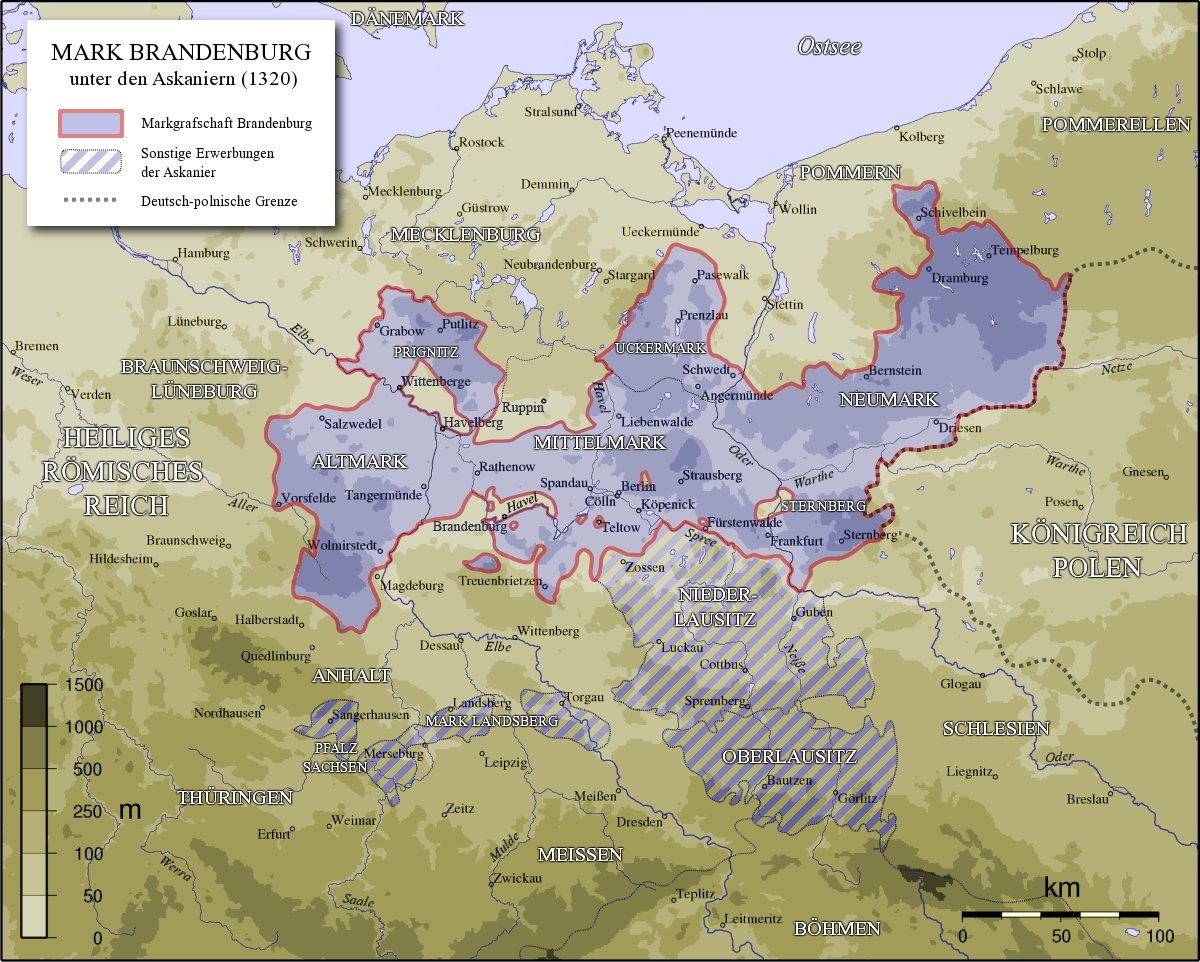
Brandenburg el 1320

Província de Brandenburg, 1871

A final de l'edat mitjana i al començament de l'Era Moderna, Brandenburg va ser un dels set electorats (Kurfürst) del Sacre Imperi Romanogermànic, i juntament amb Prússia van formar la base original de l'Imperi alemany, el primer Estat unificat alemany. Berlín, futura capital alemanya, es trobava dintre del territori de Brandenburg. Des de 1618 Brandenburg i Prússia, i posteriorment Brandenburg-Prússia, van ser dominats pels ducs de Hohenzollern, que més tard van ser coronats com a reis de Prússia.
Brandenburg va ser un dels Estats alemanys que el 1539 es van convertir al protestantisme en l'auge de la reforma protestant, i va continuar sent protestant mentre la dinastia s'expandia a través dels seus territoris fins a incloure-se-li el Ducat de Prússia en 1618. Després de la devastadora Guerra dels Trenta Anys, Brandenburg i els seus Estats successors van gaudir d'una sèrie de governants eficients, que van dur-lo per a aquesta època a ser una de les grans potències d'Europa. El primer d'aquests governants va ser Frederic Guillem I, també anomenat «el Gran elector», que va treballar per a reconstruir i consolidar la nació, i a més fou qui va traslladar la capital de la ciutat de Brandenburg a Potsdam.
Quan Frederic Guillem va morir el 1688, el seu fill Frederic el va succeir com a Frederic III a Brandenburg. Com que les terres que va annexionar per a Prússia estaven formalment fora dels límits del Sacre Imperi, Frederic va assumir (com a Frederic I) el títol de Rei de Prússia el 1701, amb el permís de l'Emperador del Sacre Imperi. Brandenburg encara continuava sent la part més important del regne, però ja era referit habitualment com a Brandenburg-Prússia, i després com a Regne de Prússia.
Quan Prússia va ser subdividida en províncies el 1815, l'electorat de Brandenburg es va convertir en la Província de Brandenburg. En 1881 la ciutat de Berlín va ser separada d'aquesta província. En 1925 Brandenburg tenia una àrea de 39.039 km² i uns 2,6 milions d'habitants. Després de la Segona Guerra Mundial, la regió del Neumark a la part oriental de Brandenburg va ser annexionada per Polònia, a causa de la línia Oder-Neisse, i la resta de la província es va transformar en un Estat en 1947 quan Prússia va ser dissolta. L'Estat de Brandenburg va ser dissolt el 1952 pel govern de la República Democràtica Alemanya.
L'actual Estat federat de Brandenburg va ser restablert després de la reunificació alemanya el 1990. Des de llavors diversos entusiastes han llançat el projecte per a retornar-li oficialment el nom de Prússia a la regió compresa pels Estats federats de Berlín i Brandenburg. En un referèndum celebrat el 1996, la majoria dels habitants de Brandenburg i Berlín Est es van pronunciar en contra de la fusió dels dos Estats, mentre que els de Berlín Oest ho van fer a favor.

## Administració i política

### Govern de Brandenburg

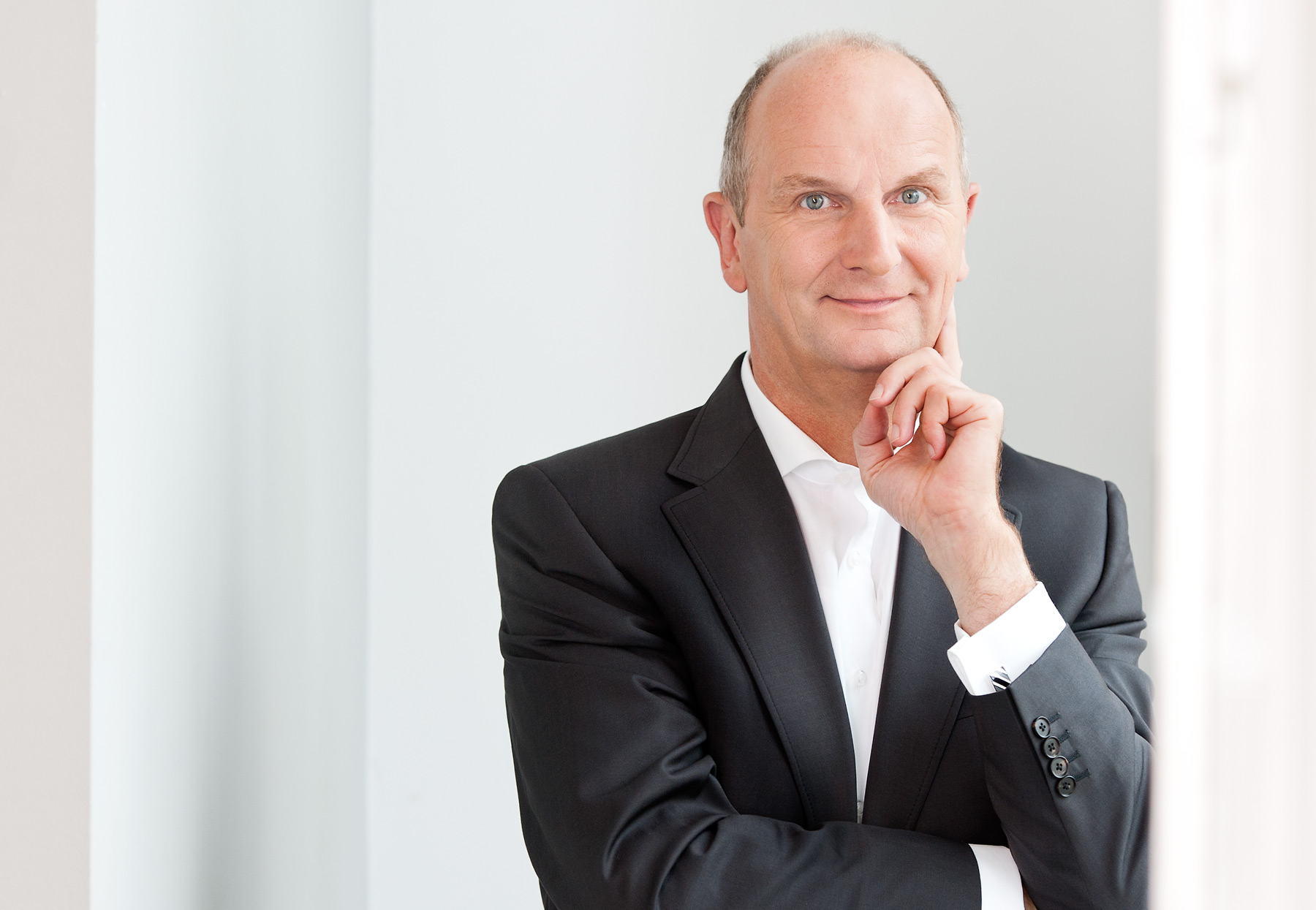
Dietmar Woidke, l'actual Ministre-President des de 2013

| Ministres-Presidents de Brandenburg                         | Ministres-Presidents de Brandenburg | Ministres-Presidents de Brandenburg | Ministres-Presidents de Brandenburg | Ministres-Presidents de Brandenburg | Ministres-Presidents de Brandenburg |
| #                                                           | Nom                                 | Partit                              | Inici de mandat                     | Fi de mandat                        |                                     |
| ----------------------------------------------------------- | ----------------------------------- | ----------------------------------- | ----------------------------------- | ----------------------------------- | ----------------------------------- |
| 1                                                           | Karl Steinhoff                      | SED                                 | 20 de desembre de 1946              | 5 de desembre de 1949               |                                     |
| 2                                                           | Rudolf Jahn                         | SED                                 | 5 de desembre de 1949               | 31 de juliol de 1952                |                                     |
| Entre 1952 i 1990, l'estat de Brandenburg va restar abolit. |                                     |                                     |                                     |                                     |                                     |
| -                                                           | Jochen Wolf                         | SPD                                 | 3 d'octubre de 1990                 | 1 de novembre de 1990               |                                     |
| 3                                                           | Manfred Stolpe                      | SPD                                 | 1 de novembre de 1990               | 26 de juny de 2002                  |                                     |
| 4                                                           | Matthias Platzeck                   | SPD                                 | 26 de juny de 2002                  | 28 d'agost de 2013                  |                                     |
| 5                                                           | Dietmar Woidke                      | SPD                                 | 28 d'agost de 2013                  | actualitat                          |                                     |

### Dieta de Brandenburg

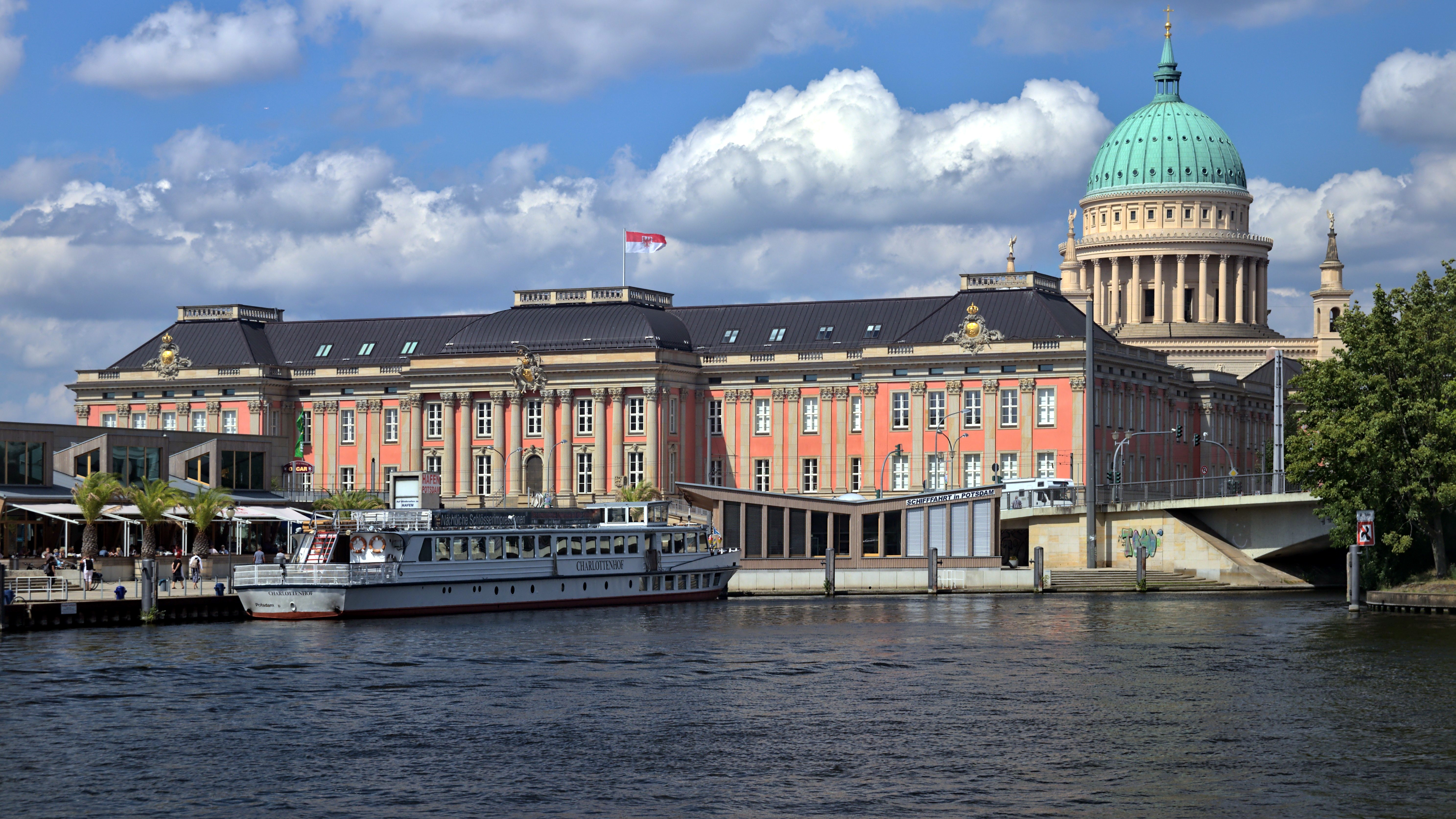
El Potsdamer Stadtschloss, actual seu parlamentària brandenburguesa

Diagrama legislatura 2024-2029

| Candidatura                  | Candidatura   | 1946 | 1950 | 1990 | 1994 | 1999 | 2004 | 2009 | 2014 | 2019 | 2024 |
|                              | CDU           | 31   | 14   | 27   | 18   | 25   | 20   | 19   | 21   | 15   | 12   |
|                              | SPD           |      |      | 36   | 52   | 37   | 33   | 31   | 30   | 25   | 32   |
|                              | SED/PDS/Linke | 44   | 18   | 13   | 18   | 22   | 29   | 26   | 17   | 10   | 0    |
|                              | LDPD/FDP      | 20   | 12   | 6    | 0    | 0    | 0    | 7    | 0    | 0    | 0    |
|                              | B90-Grüne     |      |      | 6    | 0    | 0    | 0    | 5    | 6    | 10   | 0    |
|                              | DVU           |      |      |      |      | 5    | 6    | 0    |      |      |      |
|                              | AfD           |      |      |      |      |      |      |      | 11   | 23   | 30   |
|                              | BSW           |      |      |      |      |      |      |      |      |      | 14   |
|                              | BVB-FW        |      |      |      |      |      |      | 0    | 3    | 5    | 0    |
|                              | Altres        | 5    | 56   |      |      |      |      |      |      |      |      |
| Total                        | Total         | 100  | 100  | 88   | 88   | 89   | 88   | 88   | 88   | 88   | 88   |
| Fonts: Wahlen in Deutschland |               |      |      |      |      |      |      |      |      |      |      |